# Duleek
Duleek (Irsk: Damhliag) er en irsk by i County Meath i provinsen Leinster, i den centrale del af Republikken Irland med en befolkning (inkl. opland) på 3.236 indb i 2006 (2.173 i 2002) 